# Champsniers e Relhac
Champs Niers e Relhac (en francès Champniers-et-Reilhac) és un municipi francès situat al departament de la Dordonya i a la regió de la Nova Aquitània.

## Demografia
| 1962                                       | 1968 | 1975 | 1982 | 1990 | 1999 | 2007 |
| ------------------------------------------ | ---- | ---- | ---- | ---- | ---- | ---- |
| 694                                        | 661  | 554  | 548  | 544  | 533  | 508  |
| Des de 1962: població sense dobles comptes |      |      |      |      |      |      |

## Administració
| Període   | Identitat       | Partit        |
| --------- | --------------- | ------------- |
| 1983-2008 | Marc Robert     |               |
| 2008-     | Daniel Védrenne | Divers droite |